# Apatochernes wisei
Apatochernes wisei är en spindeldjursart som beskrevs av Beier 1976. Apatochernes wisei ingår i släktet Apatochernes och familjen blindklokrypare. Inga underarter finns listade i Catalogue of Life.